# 強者的新傳說
《強者的新傳說》是日本作家阿部正行所著的輕小說系列，2012年5月起於成為小說家吧上連載。2016年9月起因該網站禁止刊載摘要的方針，而改於AlphaPolis網站刊載。2013年4月至2018年7月期間經AlphaPolis發行實體書，布施龍太擔綱插圖，共出版10冊。改編漫畫由2014年2月20日起於AlphaPolis網站上連載，漫畫家是三浦純。

## 故事概要
人族與魔族持續鬥爭。創世曆二八二六年，魔王發起「大侵略」後，人族瀕臨滅絕。人族魔法劍士凱爾和他的同伴在奮力抵抗下，終於在一年後擊敗魔王。然而，代價十分沉重——凱爾的同伴盡數陣亡，凱爾也跟魔王同歸於盡。凱爾在瀕死之際，看到眼前有一顆紅色寶石。到下次凱爾醒來，他發現自己回到老家的房間，瀕死時看到紅色寶石也拿在他手中。
凱爾發現自己回到大侵略發生之前的創世曆二八二三年，決定要在這回做好準備，挽救人族滅絕的命運，還有不再讓自己的同伴犧牲。

## 角色列表
凱爾（聲：內田雄馬）
本作的主角。在魔族發動的「大侵略」中失去故鄉，歷經無數苦戰後終於成功討伐魔王，但卻在這期間失去了戀人與所有的同伴、自己也受到瀕死的重傷，在嚥氣前接觸到紅色的寶石「神龍的心臟」後回到了一切悲劇發生前的時間點。為了不讓這些悲劇再度上演，凱爾利用著上一週目的記憶，開始為了阻止悲劇發生而努力。
賽蘭（聲：下野紘）
凱爾的青梅竹馬之一。是凱爾劍術老師的兒子、與他一起長大的至交好友。凱爾在一週目人生時與其並肩戰鬥，在魔王城為凱爾斷後，死戰犧牲。言行舉止都顯得很好女色，實際觀察能力過人，劍術超群，實力驚人。
莉莎（聲：菲魯茲·藍）
凱爾的青梅竹馬之一，喜歡凱爾。擅長格鬥技巧，有著能徒手打倒熊的怪力。在凱爾一週目的人生中死於「大侵略」裡，是凱爾因此決心要對魔王復仇的主因之一。在這一世對凱爾突然踏上旅途而感到擔心，於是半強迫的加入了凱爾的隊伍之中。
烏爾莎（聲：瀨戶麻沙美）
精靈族的女性，真名是「艾克瑟斯」，精靈術士。凱爾在一週目人生時的戀人，並將唯有父母知道、對精靈術士而言極為重要的真名也告訴了他。在這一世因為凱爾無意間說出了她的真名而產生警戒，為了監視凱爾不亂用其真名而加入凱爾的隊伍中。
席爾多妮亞（聲：高橋未奈美）
古代魔法王國「薩雷斯」在全盛時期的國王「席爾多妮亞·薩雷斯」將自己的人格與知識複製後的複製品，與大量財寶被放在本尊製造的大迷宮中等待後人發現。具有豐富的魔法知識，看起來頗為年幼，性格也有些幼稚。是唯一知道凱爾穿越時空回到過去的人。過去因解決龍族的生育問題，與龍族結下了盟約。
米蕾娜（聲：前田佳織里）
吉爾古斯王國的公主。她擁有完美的外表和王族般的優雅氣質。
森托斯（聲：安元洋貴）
擔任吉爾古斯王國皇家騎士團二隊隊長。
米蘭達（聲：杉山里穗）
擔任吉爾古斯王國大使，駐紮於礦業都市卡蘭的外交官。同時也是米蕾娜外交事務導師的才女。
葛烏（聲：引坂理繪）
他是卡薩斯的兒子，也是魔法工程師。
卡薩斯（聲：稻田徹）
最出色的鐵匠之一。
加尼亞斯（聲：子安武人）
擁有強大肉體能力與強大魔力的男性惡魔。性格殘忍，視人類生命如塵土。
尤莉嘉（聲：日笠陽子）
與加尼亞斯一同旅行的女性惡魔。她擁有極高的戰鬥力，令凱爾等人苦不堪言。
賽萊亞（聲：金元壽子）
凱爾的母親，個性開朗。她總是研讀魔法書，同時也是大國中屈指可數的「大魔法師」。
蕾拉（聲：渡邊明乃）
她是賽蘭的養母，也是凱爾的師父。個性豪爽，雖然她與賽蘭沒有血緣關係，但她對他的愛卻如同親生兒子般無微不至。

## 出版書籍

### 輕小說
| 卷数 | 发售日期       | ISBN                |
| ---- | -------------- | ------------------- |
| 1    | 2013年4月8日   | ISBN 978-4434177941 |
| 2    | 2013年10月7日  | ISBN 978-4434183652 |
| 3    | 2014年4月2日   | ISBN 978-4434190421 |
| 4    | 2014年10月8日  | ISBN 978-4434197444 |
| 5    | 2015年5月3日   | ISBN 978-4434205866 |
| 6    | 2015年12月29日 | ISBN 978-4434214875 |
| 7    | 2016年9月4日   | ISBN 978-4434223587 |

### 漫畫
| 卷数 | 发售日期       | ISBN                |
| ---- | -------------- | ------------------- |
| 1    | 2014年10月31日 | ISBN 978-4434197062 |
| 2    | 2015年9月30日  | ISBN 978-4434209413 |
| 3    | 2016年4月30日  | ISBN 978-4434217937 |
| 4    | 2016年12月31日 | ISBN 978-4434226489 |
| 5    | 2017年11月30日 | ISBN 978-4434238703 |

## 電視動畫
2022年10月19日，宣佈獲改編將於2023年7月首播的電視動畫，並公開前導視覺圖、角色視覺圖、前導宣傳片，以及主要聲優和製作人員陣容。2023年5月，宣布延期播放，時間2025年7月。

### 製作人員
- 原作：阿部正行（Alphapolis出版）
- 原作插圖：布施龍太
- 漫畫：三浦純
- 動畫角色原案：Nilitsu（ニリツ）[註 3]
- 導演：水澤直木
- 系列構成：豬原健太
- 角色設定：朝陽暖
- 音樂：社長（SOIL&"PIMP"SESSIONS）、穴澤弘慶
- 動畫製作：創通、Studio Clutch

### 主题曲
片头曲
演唱、作词：4s4ki，作曲、编曲：4s4ki、NUU$HI
片尾曲her
演唱、作词：，作曲：、野村陽一郎，编曲：野村阳一郎

### 各话列表
| 话数  | 标题                 | 剧本     | 分镜 | 演出     | 作画监督         | 总作画监督         | 首播日期      |
| ----- | -------------------- | -------- | ---- | -------- | ---------------- | ------------------ | ------------- |
| 第1话 | 一切的終結與開始     | 猪原健太 | -    | 中田良一 | SAI、管Studio    | 森山夕希、今门卓也 | 2025年 7月3日 |
| 第2話 | 成為英雄的條件       | 猪原健太 | -    | 中田良一 | 蓋春垚、管Studio | 森山夕希、今门卓也 | 7月10日       |
| 第3話 | 契約的應用           | 猪原健太 | -    | 中田良一 | SAI、管Studio    | 森山夕希、今门卓也 | 7月17日       |
| 第4話 | 英雄傳說的完美起始點 | 猪原健太 | -    | 中田良一 | SAI、管Studio    | 森山夕希、今门卓也 | 7月24日       |
| 第5話 | 黎明的再會           | 猪原健太 | -    | 中田良一 | SAI、管Studio    | 森山夕希、SAI      | 7月31日       |
| 第6話 | 戰友                 | 猪原健太 | -    | 中田良一 | SAI、管Studio、  | SAI、蓋春垚        | 8月7日        |
| 第7話 | 前往鍛冶師之國       | 猪原健太 | -    | 中田良一 | SAI、管Studio    | 森山夕希、蓋春垚   | 8月14日       |
| 第8話 | 幕後行動者現身       | 猪原健太 | -    | 中田良一 | 管Studio         | 森山夕希、蓋春垚   | 8月21日       |

### BD
| 卷數 | 發售日期           | 收錄話數     | 規格編號  |
| ---- | ------------------ | ------------ | --------- |
| BOX  | 2025年11月12日預定 | 第1話—第12話 | BSZD08302 |

## 外部連結
- Alphapolis官方網站（日語）
- 漫畫連載網站（日語）
- 電視動畫官方網站（日語）
- 電視動畫的X（前Twitter）（日語）